# Caru' cu Bere
Caru' cu Bere (también conocido como Carul cu Bere; «el vagón de cerveza») es un bar y restaurante ubicado en la calle Stavropoleos Street en el distrito Lipscani de Bucarest, Rumania. El establecimiento fue abierto inicialmente como una cervecería en 1879 por Ioan Căbășan y sus sobrinos, Ion, Gheorghe y Nicolae Mircea. Inicialmente ciudadanos del Imperio Austrohúngaro y originarios de la ciudad de Cața, en Transilvania. En 1889, Căbășan decidió alquilar el local a su sobrino más longevo, Ion. Éste murió al poco tiempo ese mismo año, y las funciones al frente del establecimiento familiar fueron asumidas por su hermano, Víctor.

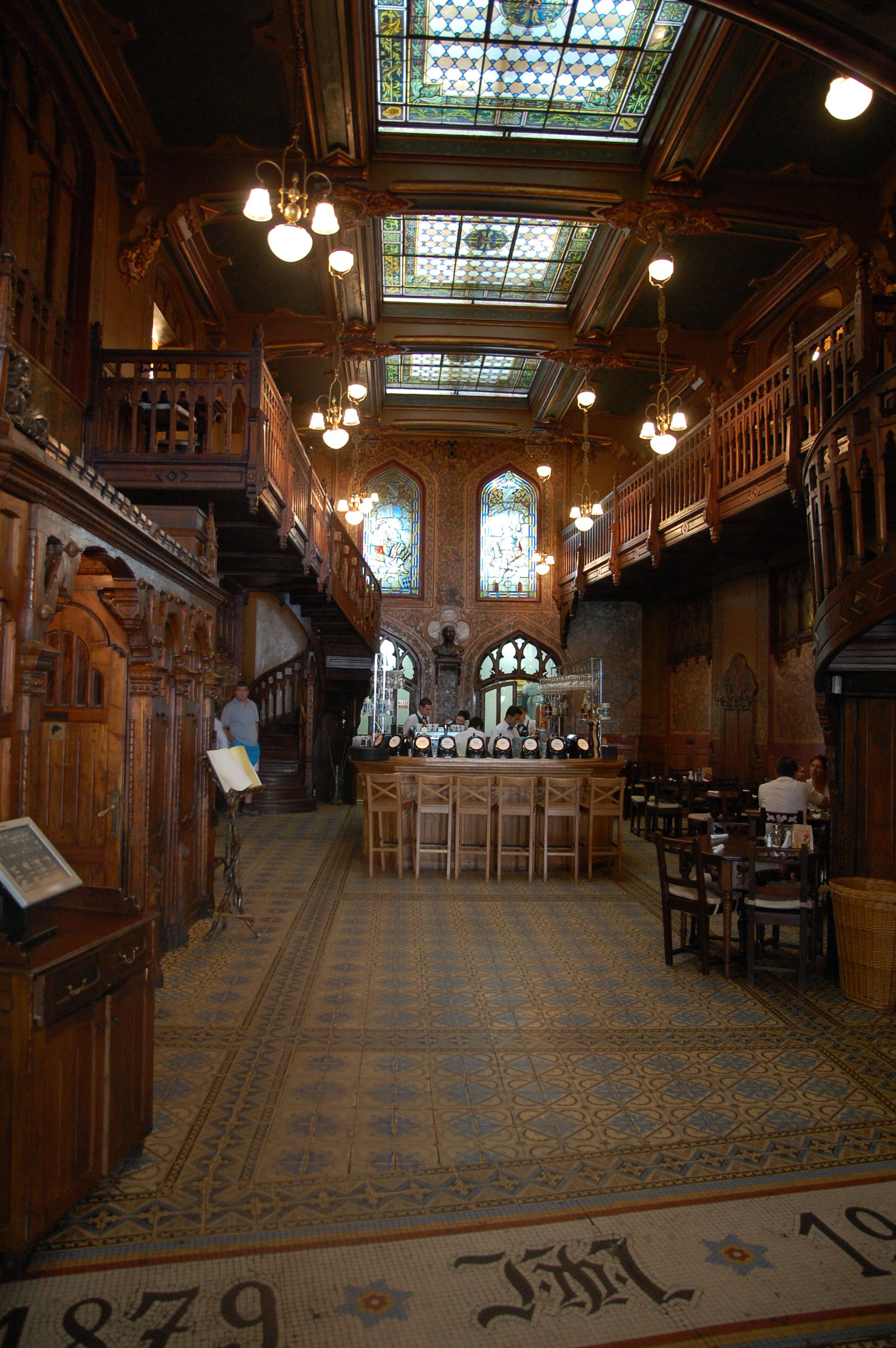
Interior del restaurante.

Nicolae adquirió el edificio del número 5 de la calle Stavropoleos Street en 1897, e inició sus planes para expandir sus operaciones en ese lugar y abrir un restaurante. Para tal tarea contrató al arquitecto austriaco Siegfrid Kofczinsky para el diseño del restaurante y la cervecería, quien le dio un estilo neogótico al lugar. Como copropietarios figuraron Nicolae, Ignat y Víctor Mircea. El restaurante finalmente abrió sus puertas en 1899, teniendo como producto estelar su cerveza. Victor abandonó el establecimiento en 1912, abriendo su propia cervecería y, algunos años después, Nicolae junto con Ignat decidieron abrir su propio comercio dedicado a la comercialización de vinos. Cuando Nicolae falleció en 1929, sus herederos se hicieron cargo del establecimiento y fue así hasta que el Partido Comunista Rumano decidió hacerse con el control del mismo 1949.
En 1986, se llevó a cabo una importante restauración llevada a cabo en la propiedad, bajo la dirección de Nicolae Gheorghe. Cuando República Socialista de Rumania fue derrocada 1989, los herederos de la familia Mircea comenzaron a realizar gestiones para recuperar la propiedad. En 1999, Caru' cu Bere les fue devuelto e iniciaron una importante serie de reformas para devolverle a la propiedad el esplendor original. Se destaca su decoración interior art nouveau. En la actualidad, es operada por la cadena Dragoș Petrescu's City Grill, y tiene la categoría de monumento histórico rumano, registrado bajo el número B-II-m-B-19728.
El escritor rumano Mateiu Caragiale en su libro Sub pecetea tainei, tiene una de sus narraciones enmarcadas que tiene lugar en Caru' cu Bere.[cita requerida]